# Rochelia cardiosepala
Rochelia cardiosepala är en strävbladig växtart som beskrevs av Bge. Rochelia cardiosepala ingår i släktet Rochelia och familjen strävbladiga växter. Inga underarter finns listade i Catalogue of Life.